# Bataille de Nicopolis (48 av. J.-C.)
 (mai 2017).
Si vous disposez d'ouvrages ou d'articles de référence ou si vous connaissez des sites web de qualité traitant du thème abordé ici, merci de compléter l'article en donnant les références utiles à sa vérifiabilité et en les liant à la section « Notes et références ».
Pour les articles homonymes, voir Bataille de Nicopolis (homonymie).
La bataille de Nicopolis  eut lieu en décembre 48 av. J.-C. entre l'armée de Pharnace II du Pont, fils de Mithridate VI Eupator, et une armée romaine dirigée par Cnaeus Domitius Calvinus.
Après avoir vaincu Pompée le Grand et les optimates à Pharsale, Jules César alla en Asie Mineure, puis en Égypte. Dans la province d'Asie, il confia à Calvinus le commandement de la légion XXXVI, constituée principalement d'anciens membres des légions démantelées de Pompée. César combattant en Égypte et la république romaine étant plongée dans une guerre civile, Pharnace saisit l'occasion d'étendre son royaume du Bosphore pour rétablir l'Empire pontique de son père. En 48 av. J.-C., il envahit la Cappadoce, la Bithynie et l'Arménie Mineure.

## Prélude
Calvinus concentra ses forces à Comana. Elles se composaient de la XXXVIe légion romaine, de deux légions locales inexpérimentées récemment levées en Arménie Mineure, qui avaient été armées et organisées dans le style romain par le roi Déiotaros de Galatie. Calvinus disposait également d'escarmoucheurs auxiliaires locaux et de la cavalerie de Cilicie. Malgré son infériorité numérique, il s'avança vers le Pont en vue de renforcer ses forces militaires avec des colons recrutés à la hâte dans les colonies pontiques de Rome. Pharnace essaya de retarder Calvinus par la voie diplomatique, mais, n'y parvenant pas, se retira dans les environs de Nicopolis, en Arménie. Calvinus mena son armée à quelque 11 kilomètres de Nicopolis et la déploya après avoir évité une embuscade tendue par Pharnace, qui fit ensuite retraite dans la ville et attendit une nouvelle avance romaine.

## Bataille
Calvinus avança pour trouver l'infanterie lourde de Pharnace constituée en rangs profonds entre deux tranchées, précédée de ses escarmoucheurs et flanquée d'une cavalerie nombreuse au-delà des tranchées.
Les Romains déployèrent la 36e légion sur l'aile droite, les anciens légionnaires recrutés dans les colonies pontiques sur la gauche et les légions inexpérimentées de recrues au centre. Les auxiliaires romains formaient l'avant-garde, et le peu de cavalerie dont disposaient les Romains avait été placé sur les flancs. Comme les forces de Pharnace surpassaient en nombre les Romains, Calvinus étendit son armée afin de faire correspondre son déploiement à celui des forces de Pharnace pour ne pas être débordé par elles. La bataille débuta mal pour Calvinus : ses troupes asiatiques conscrites fuirent peu après le début de la bataille. Voyant disparaître un grand segment de sa ligne, Calvinus ne pouvait attaquer les positions ennemies et n'avait pas d'autre solution que de battre en retraite. La résistance de ses légionnaires vétérans lui évitant l'annihilation complète, il organisa un désengagement. La légion XXXVI subit des pertes légères, mais Calvinus avait perdu près des deux tiers de son armée lorsque le décrochage fut terminé.

## Conséquences
Une rébellion sur ses arrières empêcha Pharnace de profiter de sa victoire en le forçant à retraiter pour s'en charger. Lorsque la rébellion fut réprimée, César était revenu pour redresser la situation. Il vainquit définitivement Pharnace à la bataille de Zela.